# عرض محور
در خودروها (و سایر وسایل نقلیه چرخ‌دار که دارای دو چرخ بر روی یک محور هستند)، عرض محور، به فاصلهٔ بین فلنج‌های هاب روی یک محور گفته می‌شود. به عبارت دیگر، عرض محور به فاصلهٔ بین خط وسط دو چرخ در یک محور اشاره دارد. در مواردی که یک محور دارای دو چرخ باشد، از خط وسط مجموع دو چرخ برای تعیین مشخصهٔ عرض محور استفاده می‌شود. عرض محور و چرخ معمولاً با واحد میلیمتر یا اینچ اندازه‌گیری می‌شود.

## کاربرد رایج
عرض محور معمولاً به فاصلهٔ بین خط وسط چرخ‌ها اشاره دارد. در وسایل نقلیه‌ای که دارای دو محور هستند، این اصطلاح را می‌توان به شکل عرض جلو و عرض عقب به کار برد. برای وسایل نقلیه‌ای با بیش از دو محور، محورها معمولاً برای ارجاع شماره‌گذاری می‌شوند.